# 폴 가일포일
폴 길포일(Paul Guilfoyle, 영어 발음: /ˈɡɪlfɔɪl/, 1902년 7월 14일 ~ 1961년 6월 27일)은 미국의 영화 감독, 텔레비전 감독, 배우이다.
저지시티에서 태어났으며 할리우드에서 사망하였다. 사인은 심근 경색이다.  포리스트 론 메모리얼 파크에 매장되었다.